# Signe Persson-Melin

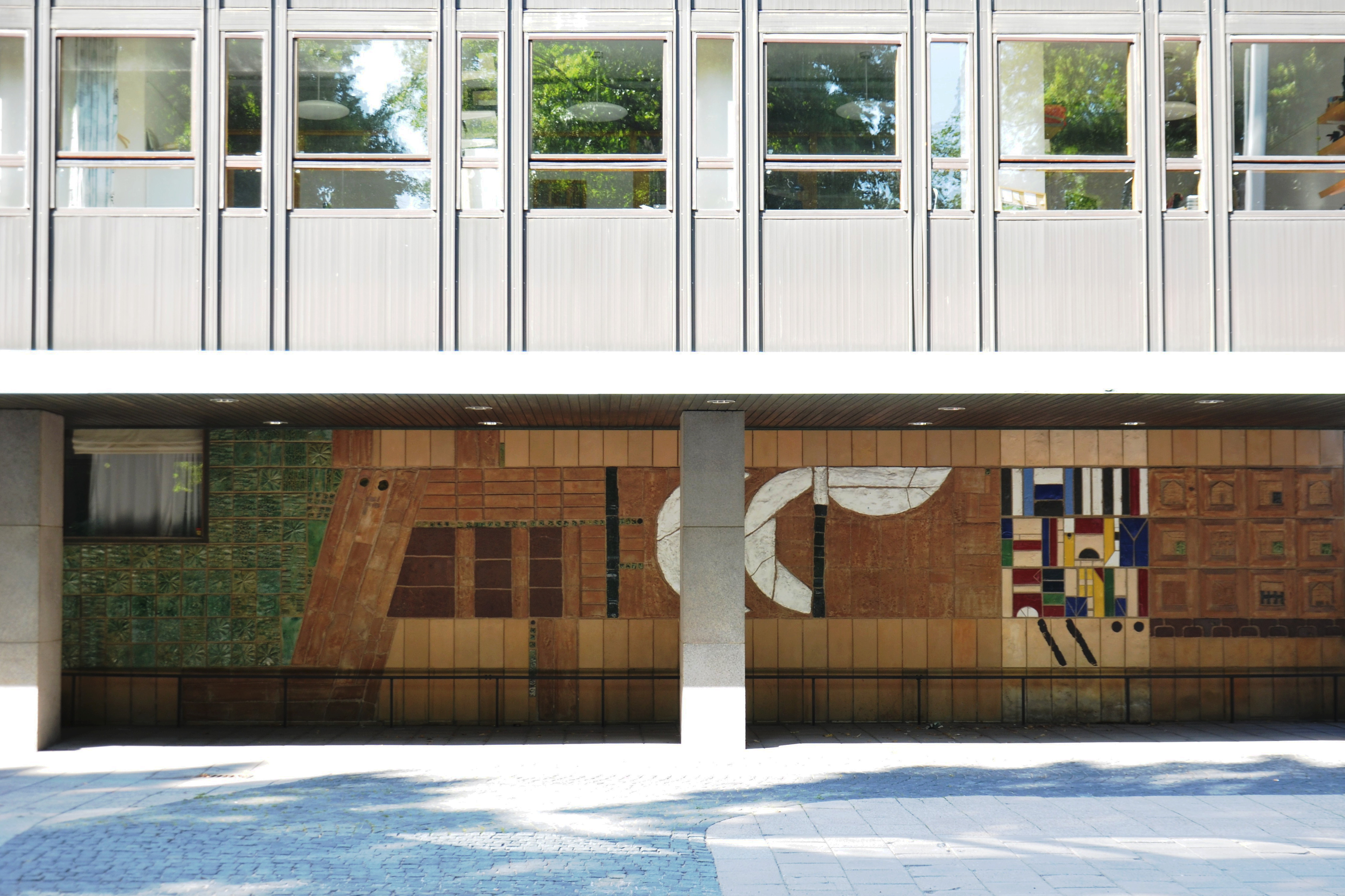
Mosaikrelief, Karlavägen i Stockholm (tillsammans med Anders Liljefors).

Signe Harriet Persson-Melin, folkbokförd Melin, född 19 juni 1925 i Ullstorps församling (senare Tomelilla församling), död 31 augusti 2022 i Malmö, var en svensk keramiker, formgivare och konsthantverkare som huvudsakligen arbetat med keramik och glas, men även andra material som betong och aluminium. År 1985 utnämndes Signe Persson-Melin till Sveriges första professor vid institutionen för keramik och glas på Konstfackskolan.

## Liv och verk

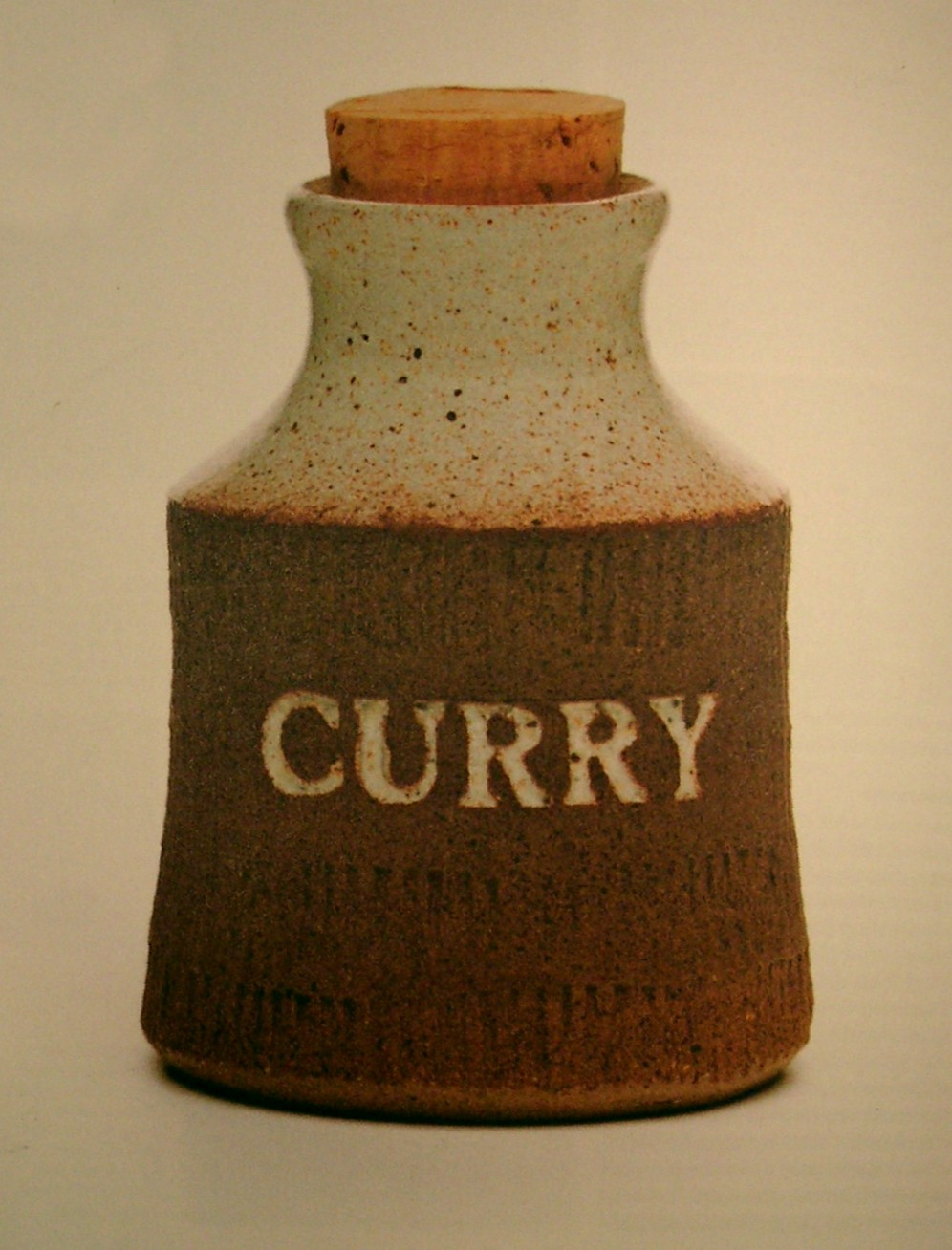
Kryddburken "Curry", 1955.

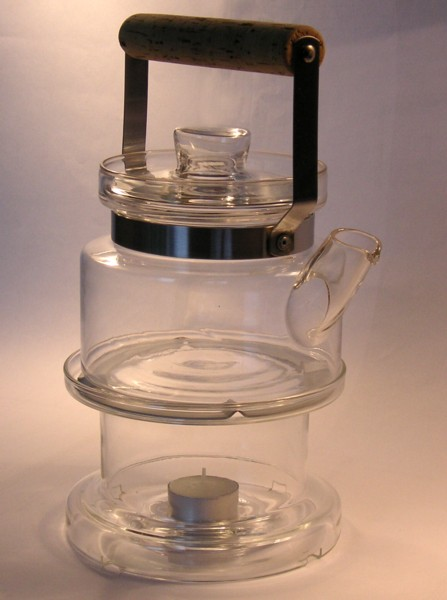
Tekanna med värmeställ, BodaNova, 1971.

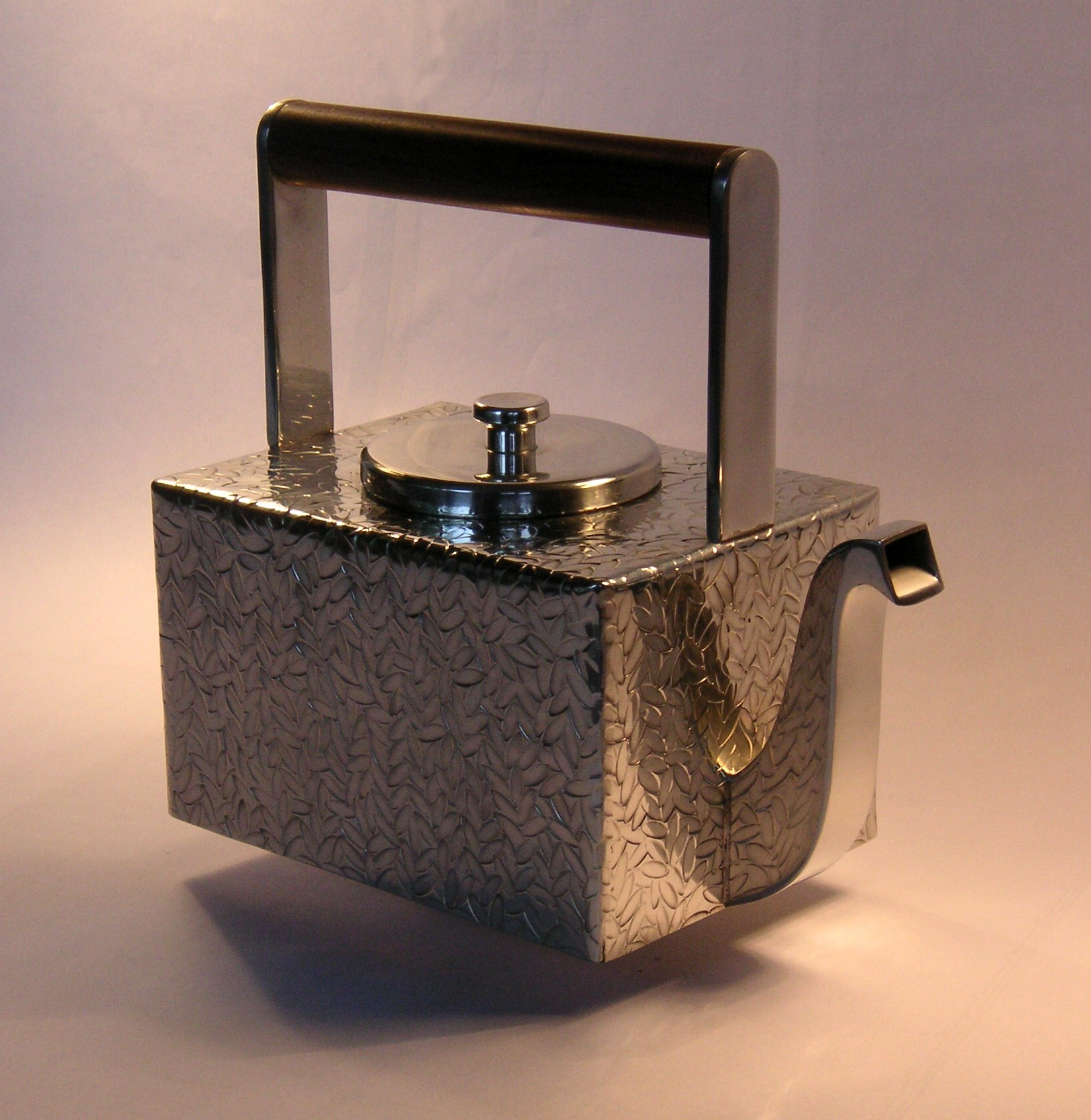
Tekanna i tenn, 2004.

Signe Persson-Melin var dotter till byggmästaren Eric Sigfrid Persson. Hon intresserade sig tidigt för leran; hon avbröt sin skolgång för att arbeta på en krukfabrik i Lomma. Hon är utbildad på Kunsthåndværkerskolen i Köpenhamn 1946–1948 och vid Konstfackskolan i Stockholm 1949–1950, linjen för keramik och glas. Hon debuterade 1953 på Galerie Moderne i Stockholm och fick sitt genombrott vid H55-utställningen (Slöjdföreningens Hälsingborgsmässa 1955) med kryddburkar i lera och vit tennglasyr; locket var en kraftig kork och innehållet angavs med tydliga bokstäver. Det var nytt och fräckt och accepterades direkt av publiken. På 1950- och 1960-talen blev hon känd för rustik brukskeramik i enkla och funktionella former samt kannor och skålar i stengods; därvid betonar hon starkt nyttoaspekten. 
Från 1967 arbetade Signe Persson-Melin som formgivare på Boda glasbruk tillsammans med Monica Backström och Erik Höglund. Där blev öl/vin- och snapsglasserien Ruben hennes första design. År 1969 kom de kvadratformade glasburkarna i olika storlekar med korklock. På 1970-talet formgav hon diverse glasprodukter för Boda Nova, exempelvis en tekanna med värmeställ som senare ofta blev plagierad, och eldfasta glasformar med korkunderlägg. Hon hade även uppdrag för Höganäs keramik, Kosta Boda och Rörstrands Porslinsfabrik. 
Signe Persson-Melin har även utfört flera stora offentliga utsmyckningar, till exempel till tunnelbanestationen T-Centralen i Stockholm. Hennes keramiska former visade sig direkt överförbara till det följsamma tennet. År 2004 skapade hon en elegant tekanna i tenn för Svenskt Tenn. 
År 1985 blev Signe Persson-Melin Sveriges första professor i glas- och keramikformgivning vid Konstfackskolan i Stockholm. Hon var gift med grafikern John Melin (1921–1992) och mor till skulptören Truls Melin (1958–2022) och musikern Per Melin (född 1955). Persson-Melin är representerad vid bland annat Nationalmuseum i Stockholm.

## Arbeten (urval)
- Ruben, öl/vin- och snapsglas för Boda 1967
- Sill i kvadrat, glasburk för Boda 1969
- Original, i glas och kork 1971
- Sparkling, glas 1971
- Chess, servis för Boda Nova 1971
- Bouquet, glas 1972
- Primeur, servis för Rörstrand 1980
- À la Carte, servis för Rörstrand 1980
- Signum, servis, bestick och glas för Boda Nova 1994
- Tennkanna för Svenskt Tenn, 2004
- Ljusstaken Salut Byarums bruk, 2016 (utmärkelsen Design S)

## Offentliga verk i urval
- En 145 meter lång keramisk väggdekor längs norra spårväggen på övre plattformen på T-centralens i Stockholm gamla stationsdel (1956–1957), tillsammans med Anders Österlin
- En 450 m² stor keramisk vägg i Folkets Hus i Stockholm (1959–1960), tillsammans med Anders B Liljefors
- Keramisk väggrelief på Skogsindustrihuset, Karlavägen 31 i Stockholm, tillsammans med Anders B Liljefors (1960–1961)
- Altarskärm i stengodsmosaik i Trönö kyrka utanför Söderhamn (2001–2002)

## Karriär och utmärkelser
- Egen verkstad i Malmö 1951–1966 och från 1998–2018
- Professor vid Konstfackskolan i Stockholm 1985–1990 och 1993–1995
- Lunningpriset 1958
- Region Skånes kulturpris 2002[6]
- AB Gustavsbergs keramikstipendium 2003
- Sveriges Bildkonstnärsfonds Stora stipendium 2008
- Design S utmärkelse 2016 [7]